# Kílian Jornet Burgada

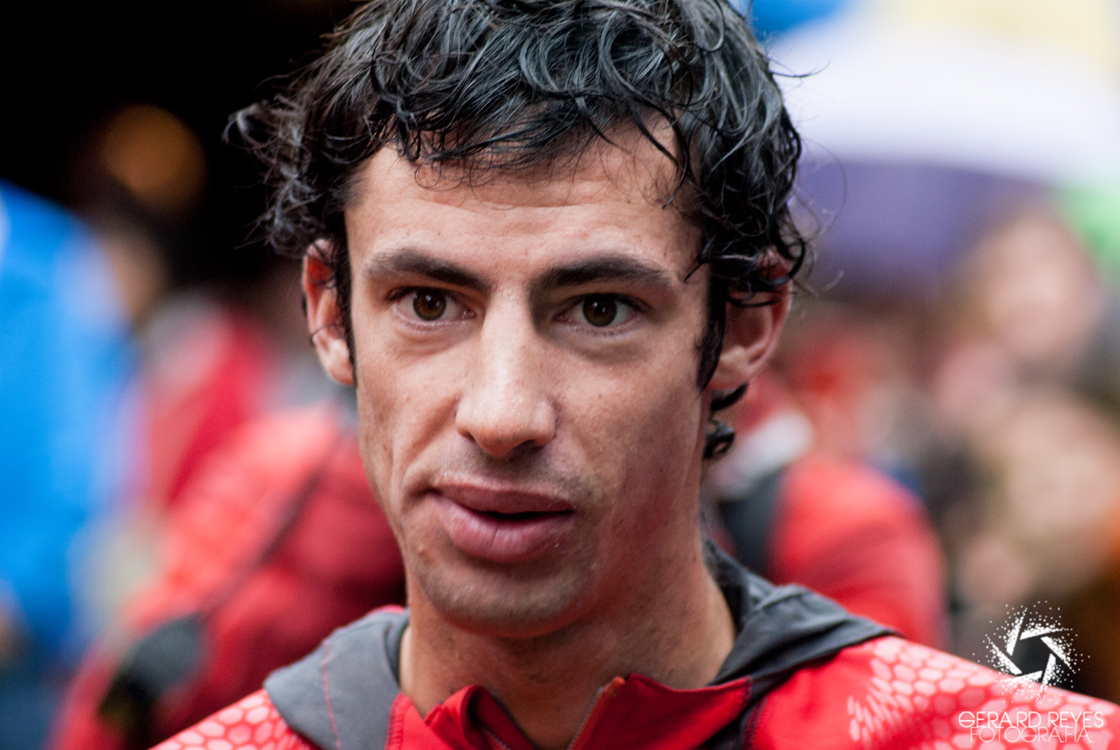
Kílian Jornet Burgada beim Ultra Cavalls del Vent 2012

Kílian Jornet Burgada (* 27. Oktober 1987 in Sabadell) ist ein spanischer Skibergsteiger, Bergläufer und Duathlet im kombinierten Berglauf und Mountainbiking aus Katalonien.

## Leben
Jornet begann 1999 mit dem Skibergsteigen. Mit der Teilnahme am Spanien-Cup in La Molina bestritt er 2000 seinen ersten Wettkampf und ist seit 2003 Mitglied der spanischen Nationalmannschaft Skibergsteigen, seit 2007 auch im Kader der Herren.
Bis Ende 2021 war er Mitglied im internationalen Salomon-Team, seither konzentriert er sich auf seine Eigenmarke Nnormal.
Bereits in der Jugendklasse holte er zahlreiche Meistertitel bei internationalen und nationalen Wettkämpfen. Für seine Erfolge im Skibergsteigen wurde er 2004, 2005 und 2006 mit dem katalanischen Sportehrenpreis Premi d’honor d’esport català ausgezeichnet.
Seit 2004 ist er „High Level-Athlet“ des katalanischen Sportrates (Consell Català de l’Esport) sowie des Hohen Sportrates (Consejo Superior de Deportes) der spanischen Regierung (Nr. 40.563.172 – Moñana y Escalada).
2005 stellte er im Berglauf den Streckenrekord am Dôme de Neige des Écrins (4015 m) auf.
2007 ging er mit dem Sieg in vier von sieben Rennen und 2008 mit dem Sieg bei drei von sechs Rennen jeweils als Gesamtsieger der Buff SkyRunner World Series der Federation for Sport at Altitude (FSA) hervor. Bisher gelang es nur François D’Haene, Xavier Thévenard und ihm, den UTMB dreimal (2008, 2009 und 2011) zu gewinnen. 2022 gewann er den UTMB zum vierten Mal, mit einem neuen Streckenrekord von 19:49:30.
Das Rennen Hardrock 100, das als härtester Ultramarathon der USA gilt, gewann er fünfmal (2014–2017, 2022) und stellte einen Streckenrekord auf. Den Bergmarathon Zegama Aizkorri gewann er bei zwölf Teilnahmen elfmal und hält dort den Streckenrekord.
Im Rahmen seines 'Summits of my life' Projekts hat er diverse Berge in (damaliger) Rekordzeit bestiegen. Unübertroffen ist hiervon noch seine Besteigung des Matterhorns von Breuil-Cervinia in 2:52 h im Jahr 2013 (inkl. Abstieg) sowie Besteigung und Abstieg des Mont Blanc von Chamonix in 4:57 h ebenfalls im Jahre 2013.
2024 bestieg er ausschließlich per Fahrrad und zu Fuß unterwegs innerhalb von 19 Tagen sämtliche 82 Viertausender in den Alpen. Er legte dabei 1207 Kilometer zurück und überwand 72.233 Höhenmeter.
Er lebt in einer Beziehung mit der schwedischen Profi-Trailläuferin Emelie Forsberg, mit der er drei Kinder hat und in Norwegen wohnt. Seine Schwester Naila Jornet Burgada ist ebenfalls aktive Skibergsteigerin.

## Erfolge (Auswahl)

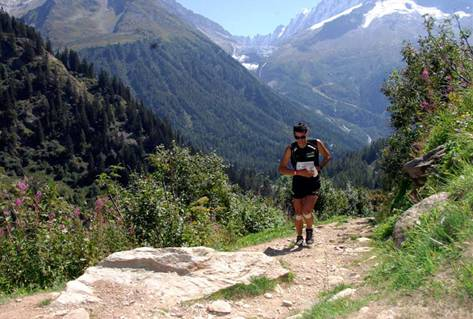
Kílian Jornet Burgada beim Ultra-Trail du Mont-Blanc 2008

### Berglauf / Skyrunning / Trailrunning
- 2005:
  - 1. Platz und 2. in der Gesamtwertung beim „Cuita al Sol“-Rennen
  - Streckenrekord und 1. Platz Dôme de Neige des Écrins
  - 2. Platz beim „Cross Vertical“, Andorra
  - 2. Platz beim „Prueba de Copa de España“ Buff-Salomon Vallnord
- 2006:
  - 1. Platz bei der Internationalen Meisterschaft im katalanischen Team während der SkyGames (FSA)
  - 1. Platz der Junioren bei den Französischen Meisterschaften Bergrennen (FFA)
  - 6. Platz bei der Weltmeisterschaft Skyrunning
- 2007:
  - Jahresmeister und viermal 1. Platz bei der Buff SkyRunner World Series[8]
  - 1. Platz beim Mount Ontake Skyrace
  - 2. Platz Team beim Orobie Skyrace (mit Jordi Martin Pascual und Xavier Zapater Bargue)
  - 1. Platz beim Mt. Kinabalu International Climbathlon
- 2008:
  - Sieg beim Ultra-Trail du Mont-Blanc
  - Jahresmeister und dreimal 1. Platz bei der Buff SkyRunner World Series
- 2009
  - Sieg beim Ultra-Trail du Mont-Blanc
  - 1. Platz beim Mt. Kinabalu International Climbathlon
- 2010:
  - Sieg beim Grand Raid, Réunion
- 2011:
  - Sieg beim Western States Endurance Run
  - Sieg beim Ultra-Trail du Mont-Blanc
- 2012
  - Sieg beim Grand Raid, Réunion
- 2013:
  - Sieg bei der Transvulcania[9]
  - Rekord Mont-Blanc-Besteigung[10][11]
  - Rekord Matterhorn-Besteigung[12][13]
- 2014:
  - Rekord Aconcagua-Besteigung[14][15]
  - Streckenrekord beim Hardrock Hundred Mile Endurance Run
- 2015
  - Sieg beim Hardrock 100
- 2016
  - Sieg beim Hardrock 100 (zusammen mit Jason Schlarb)
- 2017
  - 2. Platz beim Ultra-Trail du Mont Blanc
  - Sieg beim Hardrock 100
- 2019
  - Gesamtsieg der Salomon Golden Trail Series (1. Platz beim Annapurna Trail Marathon, 1. Platz beim Zegama, Spanien, 1. Platz beim Pikes Peak Marathon in den Vereinigten Staaten und 1. Platz und neuer Streckenrekord beim Berglauf Sierre–Zinal, Schweiz)[16]
- 2022
  - Vierter Sieg beim Ultra-Trail du Mont Blanc, neuer Streckenrekord (19:49:30)[17]
  - Zehnter Sieg beim Zegama-Aizkorri, neuer Streckenrekord (03:36:40)
  - Sieg beim Hardrock 100, neuer Streckenrekord (21:36:24, Strecke im Uhrzeigersinn)
- 2024
  - Elfter Sieg beim Zegama-Aizkorri[18]
  - Zehnter Sieg beim Sierre–Zinal, Streckenrekord (2:25:34)
- 2025
  - 3. Platz beim Western States 100

### Klettern
- 2006: 2. Platz bei Internationalen Meisterschaft SkySpeed Climb

### Duathlon
- 2006:
  - 1. Platz Llívia-Duatlon
  - 1. Platz Núria-Duatlon
- 2007: 1. Platz Herren Núria-Queralbs Salomon Compex[19]

### Skibergsteigen / Vertical Race
- 2002:
  - 2. Platz der Kadetten bei der Spanischen Meisterschaft Skibergsteigen Team (mit Gil Erra)
  - 4. Platz der Kadetten beim Spanien-Cup Skibergsteigen
  - 5. Platz der Kadetten bei der Spanischen Meisterschaft Skibergsteigen Einzel
- 2003: 1. Platz der Kadetten bei der Spanischen Meisterschaft Team (mit Jaume Guàrdia)
- 2004:
  - 1. Platz der Kadetten bei der Weltmeisterschaft Vertical Race
  - 1. Platz der Kadetten bei der Spanischen Meisterschaft Einzel
  - 1. Platz der Kadetten bei der Spanischen Meisterschaft Vertical Race
  - 1. Platz der Kadetten bei der Spanischen Meisterschaft Team (mit Aleix Pubill Rodríguez)
  - 3. Platz der Kadetten beim Europacup Skibergsteigen
- 2004:
  - 2. Platz der Kadetten bei der Weltmeisterschaft Skibergsteigen
- 2005:
  - 1. Platz der Kadetten bei der Europameisterschaft Vertical Race
  - 1. Platz der Kadetten bei der Spanischen Meisterschaft
  - 1. Platz der Kadetten beim Spanien Cup (Copa España)
  - 1. Platz der Kadetten beim Europacup (Copa España)
  - 1. Platz der Kadetten bei der Spanischen Meisterschaft Team (mit Jordi Oliva)
  - 3. Platz bei der Spanischen Meisterschaft Vertical Race
  - 4. Platz der Kadetten beim Spanien-Cup Skibergsteigen
- 2007:
  - 1. Platz der Junioren bei der Europameisterschaft Einzel
  - 1. Platz der Junioren bei der Europameisterschaft Vertical Race
  - 1. Platz der Junioren bei der Europameisterschaft Staffel (mit Mireia Miró Varela und Marc Pinsach Rubirola)
  - 1. Platz der Junioren bei der Europameisterschaft Team
  - 1. Platz bei der 20. „Traça Catalana“
  - 2. Platz beim Spanien-Cup im Vertical Race
- 2008:
  - 1. Platz beim Weltcuprennen in Valerette
  - 1. Platz Pierra Menta mit Florent Troillet
  - 3. Platz bei den World Championships Langstrecke
  - 3. Platz bei der Weltmeisterschaft Skibergsteigen Langdistanz
  - 3. Platz Weltmeisterschaft Skibergsteigen Staffel (mit Javier Martín de Villa, Marc Solá Pastoret, Manuel Pérez Brunicardi)
  - 4. Platz der Herren im Vertical Race
  - 4. Platz beim Weltcup Skibergsteigen, Val d’Aran

## Werke
- Lauf oder stirb: Das Leben eines bedingungslosen Läufers. München: Malik, 2013, ISBN 978-3-89029-764-4
- Alles ist möglich: Lauf auf den Everest. Salzburg: Bergwelten, 2019, ISBN 978-3-7112-0015-0